# Servei Arqueològic de l'Índia
El Servei Arqueològic de l'Índia (Inglés: Archaeological Survey of Índia, Devanagiri: भारतीय पुरातत्व सर्वेक्षण, abreviatura: ASI) és un departament del Govern de l'Índia, dependent del Ministeri de Cultura. És responsable dels estudis arqueològics i de la conservació del patrimoni arqueològic del país, atribucions assignades per diverses actes del Parlament de l'Índia. Segons la seva pàgina web, les funcions de l'ASI són les de "explorar, excavar, conservar, preservar i protegir els monuments i jaciments d'importància internacional i nacional". L'ASI té el mandat de regular el comerç d'exportació d'antiguitats i tresors artístics, per prevenir el contraban i la falsificació d'antiguitats, adquirir per al país i la seva exposició pública antiguitats i tresors artístics, i altres qüestions relacionades directament o indirecta amb aquesta activitat. Entre altres activitats, imparteix formació als joves arqueòlegs. El Servei Arqueològic de l'Índia dirigeix un centre de formació amb aquesta finalitat a Nova Delhi.
L'ASI, en la seva forma actual, el va fundar el 1861, sota l'administració colonial britànica, Sir Alexander Cunningham amb l'ajuda del llavors virrey Charles John Canning. En aquel moment, la seva àrea d'actuació abastava tota l'Índia britànica, inclòs Afganistan i Birmània. En els seus primers dies, l'ASI va desenvolupar una àmplia activitat d'exploració i excavació, fet que va donar com a resultat el descobriment d'importants jaciments arqueològics com els de Sankisa, Sravasti, Bharhut i Kosambi. Cunningham va participar en alguns d'aquests descobriments i va obrir el camí per a noves recerques tant arqueològiques com històriques de l'Índia.
L'ASI gestiona 3650 monuments, restes i jaciments arqueològics d'importància nacional.